# Leiospermum racemosum
Leiospermum racemosum là một loài thực vật có hoa trong họ Cunoniaceae. Loài này được (L. f.) D. Don mô tả khoa học đầu tiên năm 1830.